# Sligo (plaats)
Sligo (Iers: Sligeach) is de hoofdstad van het gelijknamige graafschap, in het noordwesten van Ierland. Sligeach betekent plaats der schelpen, naar de grote hoeveelheid schelpen die worden afgezet door de rivier Garavogue.
Het dorp is te bereiken met de trein vanuit Dublin. Bezienswaardigheden in de omgeving zijn onder andere Strandhill, Rosses Point, Carrowmore Megalithic Cemetery, de Abdij van Sligo, Roslee Castle en de berg Ben Bulben. Sligo is de zetel van het rooms-katholieke bisdom Elphin, alsmede een van de twee zetels van het bisdom Kilmore, Elphin en Ardagh van de Church of Ireland. Het Lissadell House, een herenhuis in Neoklassieke stijl, wordt bewoond door Constance Markievicz; de eerste vrouw die in het Britse Lagerhuis werd verkozen.

## Spoorwegen
Het station in Sligo is eindpunt van de spoorlijn Dublin - Sligo. In het verleden was de stad ook verbonden met Galway en Limerick. Plannen om die lijn te heropenen zijn wegens geldgebrek op de lange baan geschoven.

## Sport
- Sligo Rovers, voetbalclub

## Geboren in Sligo
- Dave Kennedy (1954), Formule 1-coureur
- Shane Filan (1979), zanger
- Kian Egan (1980), zanger
- Mark Feehily (1980), zanger
- Mark Scanlon (1980), wielrenner